# تشيت روس
تشيت روس (بالإنجليزية: Chet Ross)‏ هو لاعب كرة قاعدة أمريكي، ولد في 1 أبريل 1917 في بوفالو في الولايات المتحدة، وتوفي بنفس المكان في 21 فبراير 1989.

## وصلات خارجية
- تشيت روس على موقع دوري كرة القاعدة الرئيسي (الإنجليزية)
- تشيت روس على موقعبيزبول رفرنس.كوم (الدوري الرئيسي) (الإنجليزية)
- تشيت روس على موقعبيزبول رفرنس.كوم (الدوري الثانوي) (الإنجليزية)